# Dimorphos
Dimorphos eller S/2003 (65803) 1 är en asteroidmåne som kretsar runt asteroiden 65803 Didymos. Den upptäcktes den 20 november 2003 av den tjeckiske astronomen Petr Pravec och är uppkallad efter det grekiska ordet Dimorphos, i betydelsen "två former".
Asteroidmånen går i en retrograd omloppsbana runt Didymos.
Den 24 november 2021 sköts rymdsonden Double Asteroid Redirection Test (DART) upp. Den kraschade som planerat på asteroiden klockan 23.14 (GMT) den 26 september 2022. Kraschen observerades av den italienska kubsatelliten LICIACube. Kraschen skedde endast 17 meter från den planerade nedslagsplatsen vilket kunde anses som en fullträff. Målsättningen var att studera hur kraschen, både direkt och indirekt, påverkade Dimorphos och Didymos omloppsbanor.
Den 12 oktober 2022 meddelade NASA att rymdsonden verkligen hade påverkat Dimorphos bana. Omloppstiden hade minskat med drygt 30 minuter, från 11 timmar och 55 minuter till 11 timmar och 23 minuter. För att experimentet skulle anses som lyckat  hade det krävts en förändring på endast 1 minut och 13 sekunder.
I framtiden kommer asteroiderna även få besök av den europeiska rymdsonden Hera.